# Subaru Leone
Subaru Leone — компактный автомобиль Subaru, производившийся Fuji Heavy Industries с 1971 по 1994 годы. Слово «leone» переводится с итальянского как «лев».
Автомобиль выпускался в качестве замены Subaru 1000 и является предшественником Subaru Impreza. Большинство автомобилей были оснащены дополнительным приводом на все четыре колеса. На момент его введения в производство Leone был топ-моделью Subaru до 1989 года, до момента начала производства Legacy.

## Первое поколение
История первого поколения Leone началась с 7 октября 1971 года в качестве переднеприводного купе. С апреля 1972 года так же появились двух- и четырёхдверные седаны. На этот момент Leone был крупнейшей машиной в классе кей-каров.
В сентябре 1972 года был выпущен полноприводный универсал. В США он появился только в 1975 году. До этого времени, приводом на четыре колеса ограничивались, в основном, внедорожники, хотя Jensen FF комплектовал свои машины полным приводом в ограниченном количестве и за большие деньги. В 1930-е годы Mitsubishi построила прототип полноприводного седана, в первую очередь для использования в военных целях, Mitsubishi PX33, но модель так и не запустили в производство.

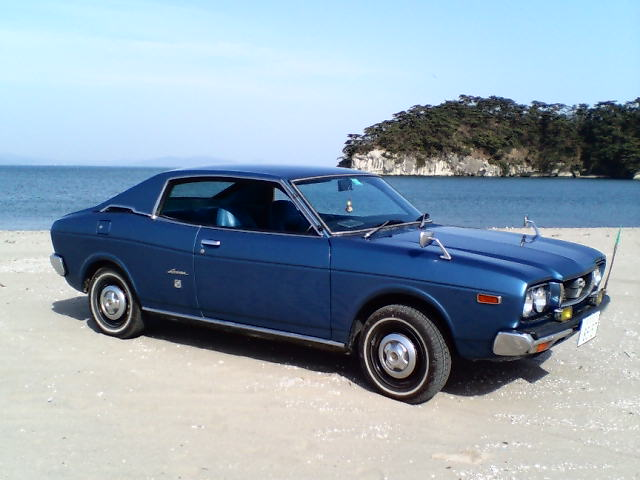
Хардтоп Subaru Leone

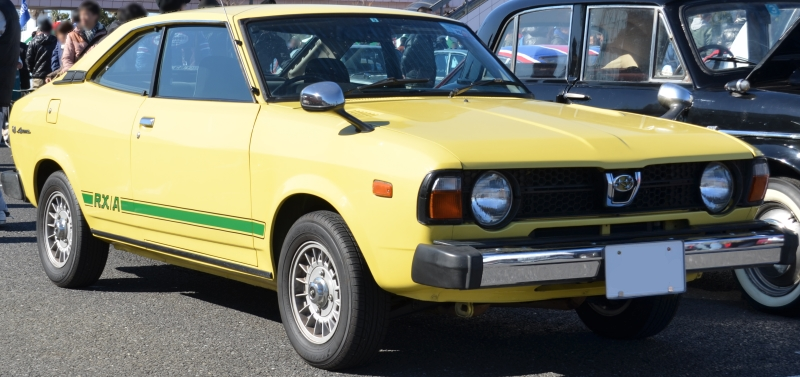
Купе Subaru Leone

Subaru сломал этот шаблон, введя в серийное производство легковые автомобили с полным приводом, испытав его путём создания ограниченной серии полноприводной модели FF-1 1300 в 1971 году. Привод на четыре колеса легко сделал Subaru достаточно заметным автопроизводителем в 1970-х и 1980-х годах, особенно успешным в таких регионах, как Швейцария и Колорадо. Leone соревновались с Toyota Corolla, Nissan Sunny, Honda Civic и Mitsubishi Lancer. Leone имели давно зарекомендованные традициями Subaru безрамные боковые стекла для всех моделей.
В августе 1968 года, Subaru вступила в альянс с Nissan Motors. Поэтому новый Leone имеет детали конструкции от Nissan. Это, в первую очередь, длинный капот и короткий багажник. Купе 1400 RX был одним из первых японских автомобилей, все четыре колеса которого оснащены дисковыми тормозами.

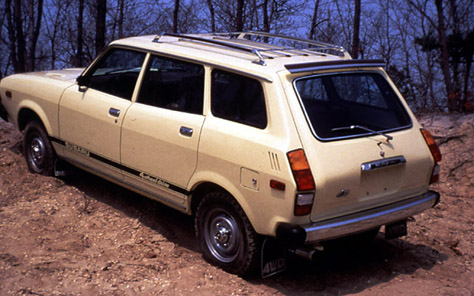
Subaru DL универсал (1975)

Leone был изначально оснащен 1,2- или 1,4-литровым карбюраторным двигателем с верхним расположением клапанов с оппозитным расположением цилиндров (flat-4). 1100 куб. см. двигатель от более ранних моделей был перенесен на Leone 1100 Van для японского внутреннего рынка, но был доступен только в первые несколько лет. В сентябре 1975 года в ответ на ужесточение нормативов выбросов вредных веществ 1,2-литровый двигатель был исключен из линейки. В результате, в 1976 году, появились 1,4- и 1,6-литровые двигатели.
Leone был доступен с четырёх- и пятиступенчатой МКПП, а также трёхступенчатой АКПП начиная с 1975 года. Некоторые ранние модели имели барабанные тормоза на передних колесах, однако, более поздние модели были оснащены дисковыми тормозами. Все модели изначально имели задние барабанные тормоза, за исключением купе RX класса. Интересно, что ручной тормоз действовал на передние колёса.
Leone впервые была ввезена в США в 1972 и в Австралию и Новую Зеландию в 1973 году. В 1976 году двигатель EA63 был заменён на двигатель EA71. Двигатель EA71 первоначально устанавливался в автомобили, оснащённые автоматической коробкой передач, но в конце концов вытеснил EA63 по всему спектру транспортных средств в США и Австралии.
В апреле 1977 года появился обновлённый Leone. Все панели кузова были незначительно изменены, а общий вид был мягче и плавнее, современнее. Совершенно новая приборная панель с изменённым интерьером были также частью обновления. Несмотря на эти изменения, общий эффект был аналогичен предыдущей версии и механически идентичен, за исключением задних колёс, колея которых была расширена на 40 мм.
В конце 1977 года была введена Subaru BRAT, как модель 1978 года. Это был двухместный пикап, построенный на платформе Leone. Оригинал Brat был обновлён уже в 1981 году, получив 1,8-литровый двигатель EA81. Он продавался уже вместе с Leone второго поколения, производившегося с 1979 по 1982 годы.
| Общая информация                    | Кузова и шасси | Двигатель | Коробка передач                            | Габариты                                        |
| ----------------------------------- | --- | --- | ------------------------------------------ | ----------------------------------------------- |
| Subaru 1400, Subaru 1600.           | Кузова: 2-дверный купе, 2-дверный хардтоп, 2-дверный седан, 4-дверный седан, 5-дверный универсал, 2-дверный пикап | 1,1-литровый EA61 верхнего расположения клапанов в двигателе (A21, только Van) 1,2-литровый EA64 верхнего расположения клапанов в двигателе (A25/65) | 4-ступенчатая и 5-ступенчатая механическая | Длина 3995 мм, Ширина 1500 мм, Высота 1385 мм   |
| В производстве с 1971 по 1979 годы. | Компоновка: передний привод. Привод на все колеса опционально.                                                    | 1,4-литровый EA63 верхнего расположения клапанов в двигателе (А22/32/62) 1,6-литровый EA71 верхнего расположения клапанов в двигателе (A33/34/67)    | 3-ступенчатая автоматическая               | Колёсная база 2455 мм, Снаряженная масса 775 кг |

## Второе поколение

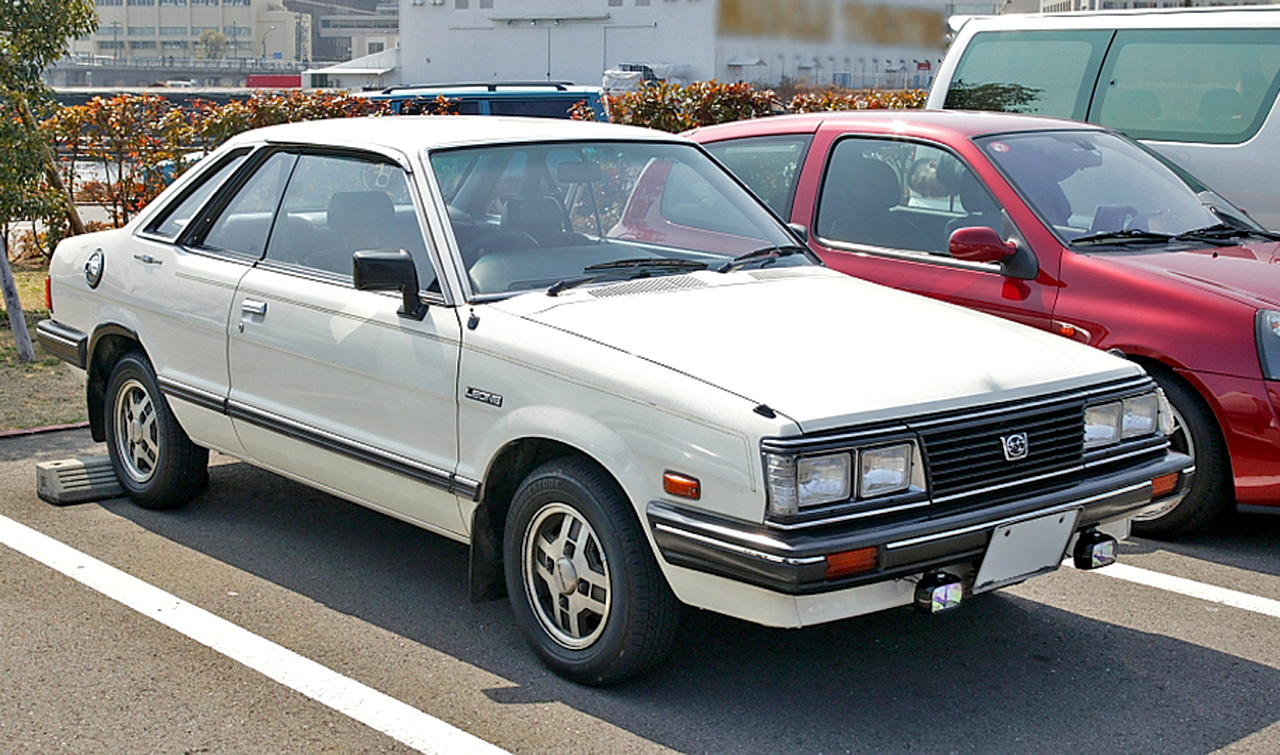
Купе Subaru Leone (Япония, 1979)

В июне 1979 года Leone получил первое полное обновление модели. Это поколение было выпущено в компоновках двухдверного хардтоп-купе, четырёхдверного седана, универсала и трёхдверного хетчбэка. Экспортные продажи начались осенью, с 1980 модельного года.

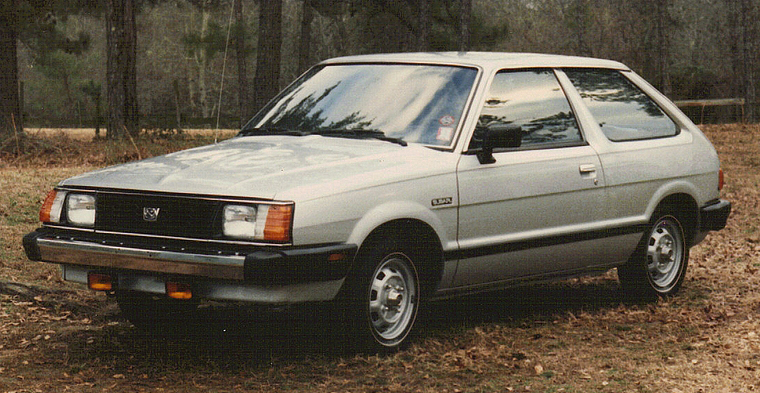
2-дверный хетчбэк Subaru Leone 1984 (США)

Новой для этого поколения стала четырёхступенчатая коробка передач с 4WD. В ноябре 1981 года Subaru представила в Японии первый полноприводный автомобиль с автоматической коробкой передач, используя впервые в мире жидкое гидравлическое многодисковое сцепление. Это позволило водителю включать 4WD простым нажатием кнопки, а не переносом рычага. Электрический выключатель подключал карданный вал и задние колеса.
В 1980 году появился новый 1,8-литровый двигатель EA81. Установка турбокомпрессора должна была обеспечить лучшую экономию топлива за счёт сокращения выбросов и более эффективного сжигания топлива.
Хетчбэк данного поколения и BRAT производились до 3-го поколения. Производство всех остальных моделей 2-го поколения было прекращено в 1985 году. Двухдверный седан был заменен хетчбэком, как альтернатива хетчбэкам Honda Civic, Nissan Pulsar, Mazda Familia, Toyota Corolla.

### Subaru BRAT
Subaru BRAT — пикап Subaru в стиле Coupé utility, созданный в 1977 году на базе полноприводного универсала Subaru Leone для рынка США. Комплектовался оппозитным двигателем объёмом 1,6—1,8 литра. Пикап имел откидные сиденья в кузове, что позволяло транспортировать людей в кузове.
| Общая информация                                        | Кузова и шасси                                                                                   | Двигатель | Коробка передач                            | Габариты                                        |
| ------------------------------------------------------- | ------------------------------------------------------------------------------------------------ | --- | ------------------------------------------ | ----------------------------------------------- |
| Второе поколение                                        | Кузова: 2-дверный купе, 4-дверный седан, 5-дверный универсал, 2-дверный пикап, 3-дверный хетчбэк | 1,6-литровый EA71 верхнего расположения клапанов в двигателе                                                                            | 4-ступенчатая и 5-ступенчатая механическая | Длина 3980 мм, Ширина 1620 мм, Высота 1415 мм   |
| В производстве с 1979 по 1984 годы. (BRAT до 1993 года) | Компоновка: передний привод. Привод на все колеса опционально.                                   | 1,8-литровый EA81 верхнего расположения клапанов в двигателе 1,8-литровый EA81 турбированный верхнего расположения клапанов в двигателе | 3-ступенчатая автоматическая               | Колёсная база 2370 мм, Снаряженная масса 930 кг |

## Третье поколение

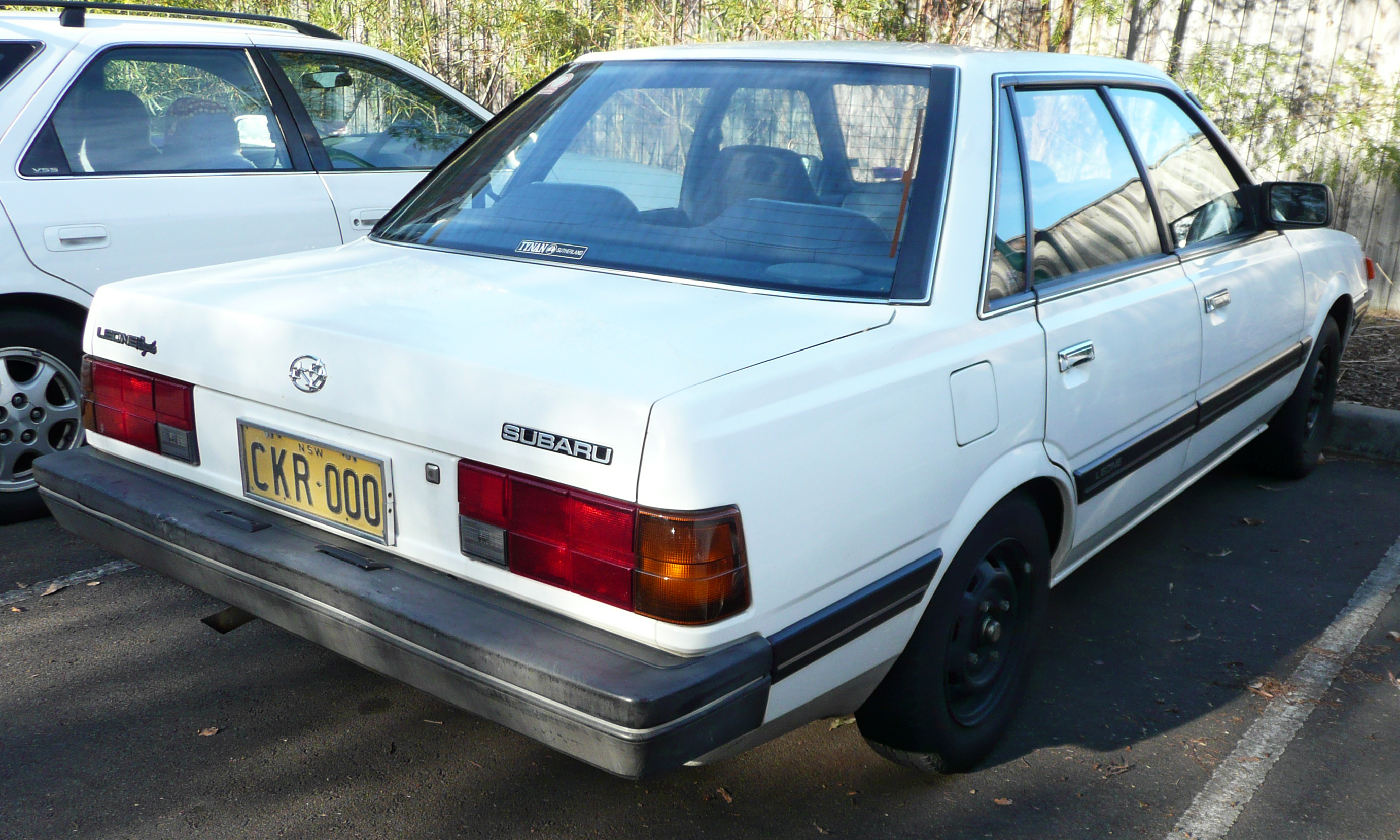
1988-1989 Subaru Leone Royale GL седан, Австралия

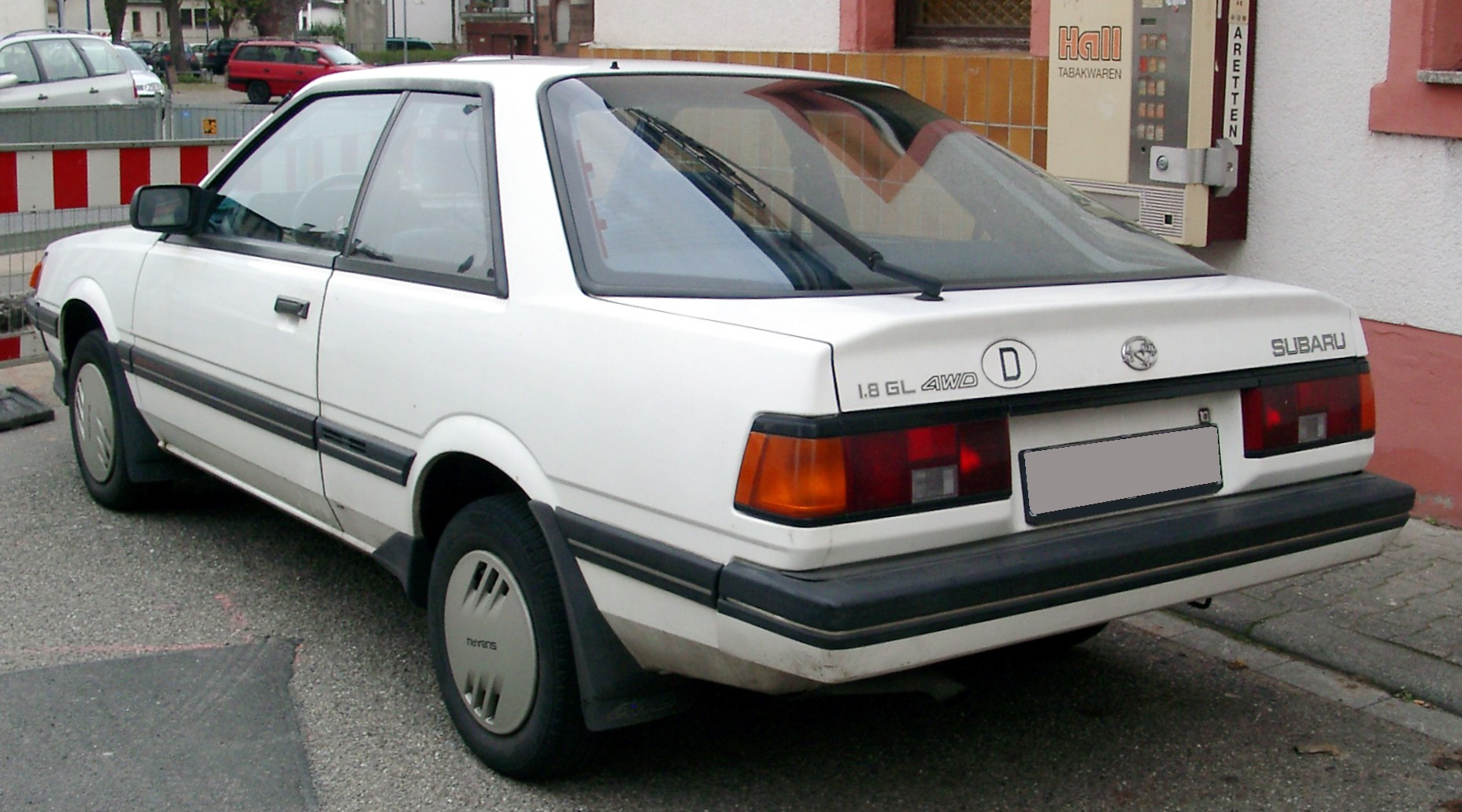
Subaru L-серии, Германия

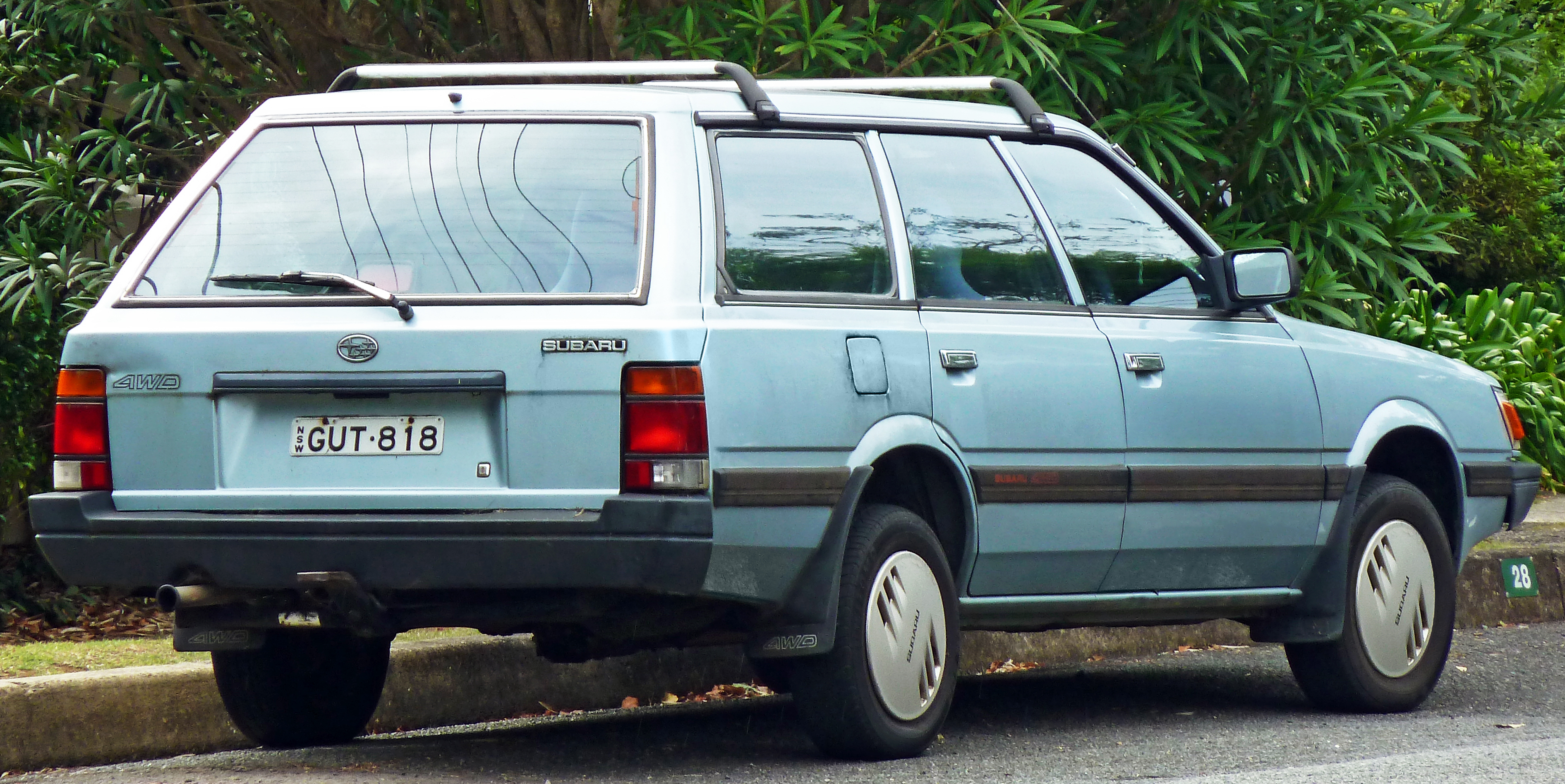
1989-1994 Subaru универсал L-серии, Австралия

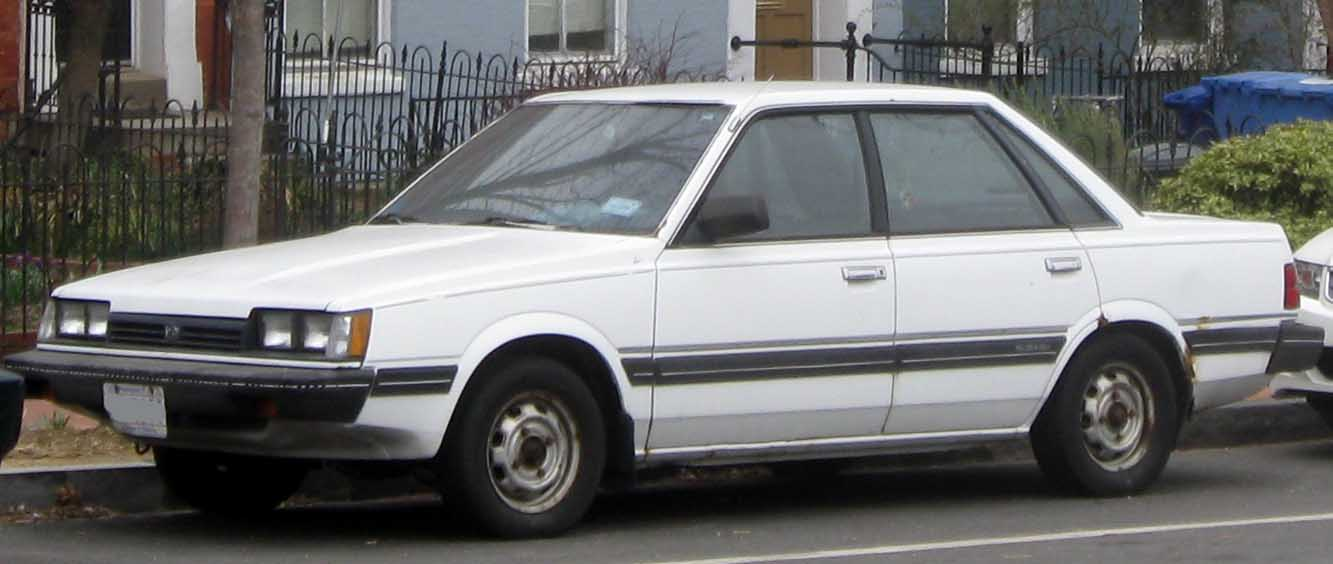
Subaru DL седан, США

16 июля 1984 года Leone получил второй крупный рестайлинг. Это поколение выпускалось в кузовах трёхдверный хетчбэк, четырёхдверный седан и пятидверный универсал. Это поколение появилось в Соединенных Штатах в 1985 году.
В Европе автомобиль имел двигатели объёмом 1,3 л, 1,6 л, 1,8 л. Не во всех странах предлагались все версии. В Северной Америке, 1,6-литровый двигатель был полностью исключён из модельного ряда, из-за недостатка мощности. На некоторых рынках был доступен 1,3-литровый 65-сильный (48 кВт) двигатель. Было предложено ввести новый 1,8-литровый двигатель EA82 вместо 1,8-литрового с верхним расположением клапанов. Двигатель был доступен с карбюратором, одной точкой впрыска топлива, обычным мультипортом впрыска, или мультипортом впрыска топлива с турбонаддувом.
С 1988 года это поколение имело постоянный полный привод с механической коробкой передач или постоянный полный привод с четырёхступенчатой автоматической коробкой передач с электронным управлением.
Трёхдверный RX встречался сравнительно редко, так как всего в период с 1987 по 1989 годы было произведено 2600 единиц. Малая их часть продолжают функционировать и сегодня. Большинство RX были белые, но во второй половине 1989 года выпускалась и чёрная версия. RX был оснащен двигатель EA82T с турбонаддувом, с пятиступенчатой механической коробкой передач. Задний дифференциал имел блокировку, так же машина оснащалась двухскоростной раздаточной коробкой. Из других характеристик, это раллийная настроенная подвеска, четыре колёсных дисковых тормоза, электростеклоподъёмники, центральный замок, регулируемые сиденья и руль, откидные задние сиденья. 1989 год ознаменовал конец производственного цикла для RX.
Другие опции (стандартные и дополнительные) в Leone третьего поколения — это полностью цифровая приборная панель, самостоятельный диагностический компьютер, бортовой компьютер, круиз-контроль и пневматическая подвеска с возможностью выбора высоты (у предыдущих поколений полноприводные модели имели ручную регулировку высоты).
К 1990 году имя Leone продолжает использоваться в Японии, но он был теперь известен как Loyale в Чили, США и Канаде, как L-серия в Европе и Австралии, и как Omega в Новой Зеландии, где третье поколение было последним на локальной сборке Motor Holdings в Вайтаре. Популярность универсала Leone перешла к Legacy в 1989 году, и в конечном счёте, к Impreza в 1994 году. Был вариант Impreza с люком, напоминающая универсалы Leone первого и второго поколения.
| Общая информация                                                                                       | Кузова и шасси                                                                           | Двигатель | Коробка передач                                                                                    | Габариты                                         |
| --- | ---------------------------------------------------------------------------------------- | --- | -------------------------------------------------------------------------------------------------- | ------------------------------------------------ |
| Subaru DL/GL, Subaru Loyale, Subaru Omega, Subaru L-Series, Subaru GL-10, Subaru RX, Isuzu Geminett II | Кузова: 2-дверный хетчбэк купе, 4-дверный седан, 5-дверный универсал                     | 1,3-литровый EA65 верхнего расположения клапанов в двигателе 1,6-литровый EA71 верхнего расположения клапанов в двигателе | 4-ступенчатая и 5-ступенчатая механическая, 5-ступенчатая механическая с блокировкой дифференциала | Длина 4435 мм, Ширина 1660 мм, Высота 1335 мм    |
| В производстве с 1984 по 1994 годы. (BRAT до 1993 года)                                                | Компоновка: передний привод. Привод на все колеса опционально. Постоянный полный привод. | 1,8-литровый EA82 с одним распредвалом 1,8-литровый EA82T турбированный с одним распредвалом                              | 3-ступенчатая и 4-ступенчатая автоматическая                                                       | Колёсная база 2470 мм, Снаряженная масса 1060 кг |